# Parque nacional Arroyo Fortis
El Parque Nacional Arroyo Fortis (Fortis Creek National Park) es un parque nacional en Nueva Gales del Sur (Australia), ubicado a 520 km al norte de Sídney.
El parque incluye un bosque de árboles de crecimiento lento que es el refugio de variedades de plantas y animales en peligro de extinción. Los visitantes del parque aprecian el paisaje formado por los árboles antiguos, las caminatas por el bosque, natación y observación de aves. Sin embargo, el parque no ofrece facilidades para sus visitantes.
Las especies de vegetales más comunes en el parque incluyen varias especies de eucaliptos y otros árboles; entre los animales que habitan el parque están los koalas, murciélagos de ala batiente y murciélagos rojizos.

## Fuente
- Página del parque

- Datos: Q1165146